# Ghencea-Stadion
Das Ghencea-Stadion (rumänisch Stadionul Ghencea), auch als „Steaua-Stadion“ („Stadionul Steaua“) bekannt, war ein Fußballstadion in der rumänischen Hauptstadt Bukarest. Von 1974 bis 2015 war es die Spielstätte des Fußball-Erstligisten Steaua Bukarest. Die Anlage besaß eine Zuschauerkapazität von 27.063. 2018 wurde es abgerissen, um einem Neubau Platz zu machen.

## Lage
Das Stadion lag im Süd-Westen von Bukarest im Stadtteil Ghencea, welcher dem Stadion seinen Namen gab. Es war Teil des Sport-Komplexes Ghencea (rumänisch Complexul Sportiv Steaua).

## Stadion
Das Ghencea-Stadion wurde 1974 im Auftrag des rumänischen Verteidigungsministerium errichtet, welchem zu dieser Zeit auch der Verein Steaua Bukarest angehörte. Eingeweiht wurde es mit einem Freundschaftsspiel zwischen Steaua Bukarest und den OFK Belgrad am 9. April 1974, welches mit einem 2:2-Unentschieden endete.
Während der fast ein Jahr andauernden Umbauarbeiten im Jahr 2006 trug Steaua Bukarest seine Heimspiele im Nationalstadion Lia Manoliu aus. Mit Abschluss der Bauarbeiten im September 2006 konnte der Verein wieder in das Ghencea-Stadion zurückkehren.
Das Stadion besitzt seit 1991 eine Flutlichtanlage, die über eine Stärke von 1.400 Lux verfügt. Mit einem 4:1-Sieg Steauas gegen  den FCM Bacău wurde die Anlage am 14. August 1991 eingeweiht.
Auf Grund nicht geleisteter Mietzahlungen und hohen Mietkosten für die Stadionnutzung kam es zwischen dem Verteidigungsministerium und dem Besitzer Steauas, Gigi Becali, wiederholt zu Streitigkeiten.

## Neubau
Das Ghencea-Stadion wurde durch einen Neubau ersetzt. Am 27. August 2018 fand eine Abschiedszeremonie und ein letztes, symbolisches, Spiel statt. Jugendspieler des Vereins traten für zehn Minuten gegeneinander an. Das neue Stadion sollte als Trainingsort für die Fußball-Europameisterschaft 2021 dienen. Am 22. März 2015 fand das letzte Spiel im Ghencea-Stadion statt. Ab dem 29. August 2018 wurde es abgerissen. Ab dem Frühjahr 2019 lief der Bau des Stadionul Steaua. Am 7. Juli 2021 wurde der Neubau mit der Partie Steaua Bukarest gegen den OFK Belgrad (6:0) eröffnet.